# 여교황 조안 (2009년 영화)
여교황 조안(Pope Joan)은 스페인에서 제작된 손케 보르트만 감독의 2009년 드라마, 멜로/로맨스 영화이다. 조한나 워카렉 등이 주연으로 출연하였고 마틴 모스코비츠 등이 제작에 참여하였다.

## 출연

### 주연
- 조한나 워카렉
- 데이비드 웬햄

### 조연
- 존 굿맨
- 이아인 글렌
- 에드워드 피더브릿지
- 애나톨 토브맨
- 조디스 트라이벨
- 올리버 코튼
- 니콜라스 우더슨
- 수잔 버티쉬
- 브란코 토모비치
- 렌 쿠드랴비츠키
- 이안 겔더
- 게랄드 알렉산더 헬드
- 크리스티앙 레들
- 클라우디아 미첼센
- 마크 비쇼프
- 톰 스트라우스
- 알베르토 크라코
- 지오르지오 루파노
- 라울 세믈러
- 헨드릭 아른스트
- 루카스 T. 버글런드
- 클로디아 게이슬러
- 프랭크 케슬러
- 프랭크 위터

## 제작진
- 공동제작: 도리스 J. 헤인제
- 공동제작: 에드먼 로치
- 라인프로듀서: 실비아 톨만
- 미술: 베른트 레펠
- 의상: 에스더 왈즈
- 배역: 엔자 디아베그
- 배역: 토비 웨일